# Luminița Gheorghiu

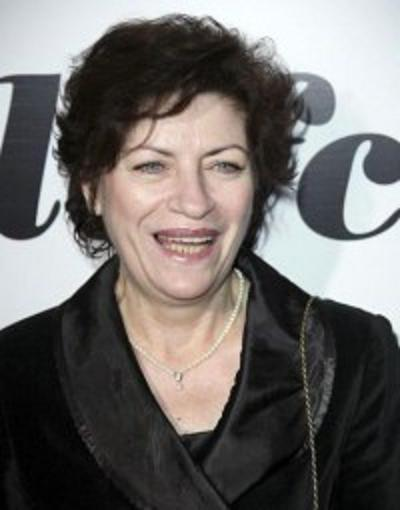
Luminița Gheorghiu (2018)

Luminița Gheorghiu (* 1. September 1949 in Bukarest; † 4. Juli 2021) war eine rumänische Schauspielerin.

## Werdegang
Gheorghiu besuchte das Institut für Theater- und Filmkunst und erlangte 1972 einen Abschluss. Sie besuchte dort die Klasse von Ion Cojar. Ihren Einstieg ins Theater hatte sie mit der Rolle der Mărioara im Theaterstück Sânziana și Pepelea (Sânziana und Pepelea), eine Inszenierung von Alexandru Tocilescu im Theater Cassandra. Nach dem Studium erhielt sie eine Anstellung am Theater Mihai Eminescu in Botoșani.
Ab 1975 spielte Gheorghiu am Jugendtheater in Piatra Neamț, von 1976 bis 2003 am Theater Bulandra (Bukarest).
Luminița Gheorghius Filmkarriere begann mit der Rolle als Catrina im Film Moromeții (Rumänien 1987) unter der Regie von Stere Gulea. Bekannt wurde sie durch ihre Rolle als Krankenschwester im Film Der Tod des Herrn Lazarescu (Moartea domnului Lăzărescu, Rumänien 2005) unter der Regie von Cristi Puiu.
Auszeichnungen, die Gheorghiu erhielt, sind unter anderen: Der Goldene Bär bei der Berlinale für ihre Rolle in Călin Peter Netzers Mutter & Sohn (Posiția copilului, Rumänien 2013, englischer Festivaltitel Child’s Pose) und der Ehrenpreis der Los Angeles Critics Association. Luminița Gheorghiu wurde 2006 für ihre Rolle in Der Tod des Herrn Lazarescu zu den Filmfestspielen von Cannes eingeladen.

## Filmografie
- 1987: Moromeții
- 1991: Drumul câinilor
- 1992: Rămânerea
- 1993: Trahir
- 1993: Privește înainte cu mânie
- 1995: Stare de fapt
- 1996: Prea târziu
- 1998: Zug des Lebens (Train de vie)
- 2000: Code: unbekannt (Code inconnu: Recit incomplet de divers voyages)
- 2001: Ware und Geld (Marfa și bani)
- 2001: Datectiv fără voie
- 2001: Conserve de familie
- 2003: Maria
- 2003: Wolfzeit (Le temps du loup)
- 2004: Sex Traffic
- 2005: Der Tod des Herrn Lazarescu (Moartea domnului Lăzărescu)
- 2005: București-Berlin
- 2006: Lombarzilor 8
- 2006: 12:08 Jenseits von Bukarest (A fost sau n-a fost?)
- 2007: Interior. Scară de bloc
- 2007: 4 Monate, 3 Wochen und 2 Tage (4 luni, 3 săptămâni și 2 zile)
- 2008: The Yellow Smiley Face
- 2008: Stille Hochzeit – Zum Teufel mit Stalin (Nunta mută)
- 2009: Sunt o babă comunistă
- 2009: Francesca
- 2010: Fotografia
- 2010: Despărţire
- 2010: Aurora
- 2012: Jenseits der Hügel (După dealuri)
- 2012: Brave (Merida-Legende der Highlands) (rumänische Synchronisation)
- 2013: Mutter & Sohn (Poziția copilului)
- 2015: Aferim!

## Auszeichnungen
- Der Goldene Bär für die Rolle der Cornelia Kernes in Mutter & Sohn (Poziția copilului, Rumänien 2013)
- Preis für die beste Nebendarstellerin für die Rolle der Mioara Avram in Der Tod des Herrn Lazarescu (Moartea domnului Lăzărescu)